# 四棘南渡麗鯛
四棘南渡麗鯛，為輻鰭魚綱鱸形目隆頭魚亞目慈鯛科的其中一種，分布於中美洲古巴淡水、半鹹水流域，體長可以達20公分，棲息在溪流及湖泊，以蠕蟲、甲殼類、昆蟲等為食，生活習性不明，可以作為觀賞魚。

## 擴展閱讀
維基物種上的相關：四棘南渡麗鯛